# Marosi Ildikó (újságíró)
Marosi Ildikó, Marosiné Farkas Ildikó, írói álneve: Csíki Regina (Marosvásárhely, 1932. február 1. – 2020. július 19.) magyar szerkesztő, újságíró, Marosi Barna felesége.

## Életpályája
Szülővárosában érettségizett (1950) és végezte el a Szentgyörgyi István Színművészeti Főiskolát (1954), ahol rendezői diplomát szerzett. Előbb a Művelődés színházi (1954–1959), majd három év megszakítás után az Új Élet (1962–1975) művészeti rovatvezetője, A Hét szerkesztője (1975–1987).
Első írását a Művelődés közölte (1953). Munkásságából kiemelkedik több irodalomtörténeti közlése, így két Erdélybe küldött Romain Rolland-levélé (Új Élet, 1966) és Dsida-leveleké (Utunk, 1966), Kós Károly és Nagy István színdarabjainak keletkezéstörténete (Új Élet, 1967), az Antalffy-Iorga levelezés (Előre, 1968) és emlékezése az Osvát-féle lexikonról (Utunk, 1968).
Felkutatta és közreadta Balázs Ferenc elveszettnek hitt 25 meséjét; összeállította és sajtó alá rendezte a Kemény Zsigmond Társaság és a helikoni munkaközösség leveleit és iratait; képes interjú-kötetet szerkesztett húsz erdélyi magyar íróról, új forrásokat nyitva az erdélyi magyar irodalomkutatás számára. Elismeréssel vallotta róla egy Korunk-délelőttön Ritoók János: „...hosszú esztendők kitartásával [...] asztalunkra tette bevezetővel, függelékkel és jegyzetanyaggal együtt azt a 400 dokumentumot, amely nélkül két világháború közötti irodalmunk vizsgálata [...] nem végezhető tudományos szinten”. Ez az irodalomtörténeti közléssorozat folytatódik Tessitori Nóra előadóművészi és irodalmi szerepe dokumentumanyagának, majd Dsida Jenő és Imbery Melinda levelezésének bemutatásával és számos más irodalmi forrásanyag nyilvánosságra hozásával, köztük a Kovács György íróhoz intézett levelek (1937–1946) közzétételével (Utunk, 1981/17).

## Művei

### Szerkesztésében megjelent munkák
- Balázs Ferenc: Mesék (utószó: A kézirat meséje, 1973)
- A marosvásárhelyi Kemény Zsigmond Társaság levelesládája. 1876–1948 (levelek, iratok, adatok, Dávid Gyula bevezető tanulmányával, 1973)
- A Helikon és az Erdélyi Szépmíves Céh levelesládája, 1924–1944. I–II. (függelékben a kiadványok bibliográfiája Vita Zsigmondtól, 1979)
- Tessitori Nóra művészete (cikkek, versek, emlékezések, levelek a szerkesztő bevezetésével, 1986)
- Séta egy csodálatos szigeten (Dsida Jenő leveleiből, prózájából, publicisztikájából válogatta, a bevezetőt és jegyzeteket írta Marosi Ildikó, 1992. RMI)
- Molter Károly: A keleti állomáson. Tanulmányok, kritikák; vál., jegyz. Marosi Ildikó, szerk. Kuti Márta; Mentor, Marosvásárhely, 2001
- Kis \ Ligeti \ könyv. A fedélzetközi utas elsüllyedt világa; Pallas-Akadémia, Csíkszereda, 2002
- Kis \ Nyirő \ könyv. Úz Bence esetei; Pallas-Akadémia, Csíkszereda, 2003
- Kis \ Helikon \ könyv. Versailles-i repkény; Pallas-Akadémia, Csíkszereda, 2004 (Kis / ... / könyv sorozat)
- Az Erdélyi Helikon képeskönyve; Pallas-Akadémia, Csíkszereda, 2005
- Kis/Harag/könyv. Emlékpróba. Riportok, jegyzetek, interjúk Harag Györggyel; Pallas-Akadémia, Csíkszereda, 2005 (Kis / ... / könyv sorozat)
- Kis/Bán/ffy/könyv. Bonchidai Prospero; Pallas-Akadémia, Csíkszereda, 2009
- Bánffy Miklós estéje. Levelek, Kolozsvár-Budapest-Casablanca-Tanger, 1944–1949, Váradi Aranka Naplója, 1944–1952; közzéteszi Marosi Ildikó; Polis Könyvkiadó, Kolozsvár, 2002
- Báró Bornemissza Elemérné Szilvássy Karola: Kipróbált receptek; Pallas-Akadémia, Csíkszereda, 2009

### Kötetei
- Közelképek interjú húsz romániai magyar íróval (a fényképeket készítette Erdélyi Lajos, 1974)
- Örökbe hagyott beszélgetés gróf Teleki Mihállyal; Argumentum, Bp., 1999

## Díjak, elismerések
A Kriterion Alapítvány kuratóriuma Marosi Ildikó marosvásárhelyi irodalomtörténésznek ítélte oda a 2004. évi Kriterion-koszorút azért a több évtizedes kitartó munkásságáért, amelyet a magyar irodalomtörténeti kutatások elmélyítése, az erdélyi magyar szellemi értékek feltárása és közkinccsé tétele terén kifejtett.
- A Magyar Érdemrend tisztikeresztje (2016)